# Staphylea holocarpa
Staphylea holocarpa (Hemsl., 1895) è una pianta appartenente alla famiglia delle Staphyleaceae, originaria dell'Estremo Oriente.

## Distribuzione e habitat
L'areale di questa specie si estende dal Tibet alla Cina centrale e meridionale.